# Craugastor laevissimus
Craugastor laevissimus is een kikker uit de familie Craugastoridae. De soort werd voor het eerst wetenschappelijk beschreven door Franz Werner in 1896. Oorspronkelijk werd de wetenschappelijke naam Hylodes laevissimus gebruikt.
De soort komt voor in Honduras en Nicaragua. Craugastor laevissimus wordt bedreigd door ofwel het verlies van habitat, door Chytridiomycosis, een besmettelijk ziekte door de gistachtige schimmel Batrachochytrium dendrobatidis, of door milieuverontreiniging.